# Ingvild Synnøve Midtskogen
Ingvild Synnøve Midtskogen (* 21. Dezember 2007) ist eine norwegische Skispringerin und ehemalige Nordische Kombinierin.

## Werdegang
Ingvild Synnøve Midtskogen trat in der Nordischen Kombination international ab dem 8. Januar 2022, wo sie an einem Juniorenwettkampf in Harrachov teilnahm, an. Obwohl sie sowohl dort als auch bei den Nordischen Juniorenweltmeisterschaften 2023 in Whistler und im Continental Cup gute Ergebnisse erzielte, blieben das ihre einzigen Auftritte in dieser Sportart.
Ihr internationales Debüt im Skispringen gab Midtskogen dann am 20. August 2022 beim FIS Cup in Szczyrk, wo sie zweimal in die Punkteränge sprang, woraufhin sie am Continental Cup teilnehmen durfte.
Nachdem sie auch dort erfolgreich war, startete Midtskogen am 3. Dezember 2022 im Alter von gerade einmal 14 Jahren in Lillehammer zum ersten Mal im Weltcup, konnte aber keine Punkte erzielen. Daraufhin kehrte sie in den Continental Cup zurück und belegte mehrere Plätze in den Top 10. Zum Silvester-Turnier 2022/23 durfte sie wieder im Weltcup an den Start gehen, konnte aber nie den zweiten Durchgang erreichen. Dieses Bild setzte sich durch die Saison fort, obwohl sie während der Raw Air, die sie mit dem 42. Platz abschloss, bereits kurz davor stand, Weltcuppunkte zu erzielen.
Außerdem nahm Midtskogen bei den Juniorenweltmeisterschaften auch im Skispringen teil und platzierte sich im Einzel auf dem siebten, im Team auf dem vierten und im Mixed auf dem siebten Platz.
Zu Beginn der Saison 2023/24 gewann sie einen Intercontinental-Cup-Wettkampf und wurde dazu einmal Zweite. Daraufhin nahm sie an einem Grand Prix in Râșnov teil, wo sie ihre ersten Punkte in der höchsten Wettkampfklasse holen konnte. Dies gelang ihr dann auch im Weltcup zum Auftakt der Saison 2023/24 in Lillehammer. Den Interkontinental-Cup 2023/24 schloss Midtskogen nach drei Einzelsiegen als Vierte der Gesamtwertung ab.
Im November 2024 erzielte sie mit dem fünften Platz beim Weltcup-Springen in Lillehammer ihr bis dahin bestes Resultat. Bei den Nordischen Skiweltmeisterschaften 2025 in Trondheim gewann Midtskogen mit dem norwegischen Team die Goldmedaille im Teamwettbewerb. Mit 17 Jahren und 70 Tagen ist sie damit die jüngste Person, die bisher im Skispringen eine WM-Goldmedaille gewann.

## Erfolge

### Intercontinental-Cup-Siege im Einzel
| Nr. | Datum             | Ort      | Typ                  |
| --- | ----------------- | -------- | -------------------- |
| 1.  | 9. September 2023 | Oslo     | Normalschanze (ICOC) |
| 2.  | 15. Dezember 2023 | Notodden | Normalschanze (ICOC) |
| 3.  | 16. Dezember 2023 | Notodden | Normalschanze (ICOC) |
| 4.  | 6. Oktober 2024   | Otepää   | Normalschanze (ICOC) |

## Statistik

### Weltcup-Platzierungen
| Saison  | Platz | Punkte |
| ------- | ----- | ------ |
| 2023/24 | 44.   | 022    |
| 2024/25 | 20.   | 305    |

### Grand-Prix-Platzierungen
| Saison | Platz | Punkte |
| ------ | ----- | ------ |
| 2023   | 33.   | 038    |

### Intercontinental-Cup-Platzierungen
| Saison  | Platz | Punkte |
| ------- | ----- | ------ |
| 2023/24 | 04.   | 420    |
| 2024/25 | 30.   | 196    |

### Continental-Cup-Platzierungen
| Saison  | Platz | Punkte |
| ------- | ----- | ------ |
| 2022/23 | 07.   | 240    |